# Eufrates
|  | Per a altres significats, vegeu «Eufrates (filòsof)». |

L'Eufrates (àrab: الفرات, al-Furāt; en turc i en kurd: Fırat; persa: فرات, Furât; en arameu, en l'Antic Testament, Prath; en assiri Pu-rat-tu; en persa antic Ufratu; siríac: ܦܪܘܬ, Frot, Frot o ܦܪܬ, Prât; grec antic: Ευφράτης, Eufrates) és un riu que en gran part discorre per l'Iraq. Juntament amb el Tigris, defineixen la regió coneguda com a Mesopotàmia.
Neix en dos braços, el Kara Su (Eufrates occidental) i el Murad Su (Eufrates oriental), a Turquia, i baixa cap al sud-oest per les muntanyes del Taure o Taurus, passant per Síria i Iraq, i desaigua al golf Pèrsic, després de 2.780 km. Com a afluents més importants, hi ha els rius Kuruk, Tohma, Gok i Birecik (Turquia); Balikh i Khabur (Síria).
A Mesopotàmia, regió que es troba entre l'Eufrates i el Tigris, s'hi van establir els primers assentaments neolítics del món, en la zona que més endavant va ser la terra de la civilització sumèria. No hi ha dubte que la presència d'aquests dos rius va ser importantíssima per a l'establiment de les primeres ciutats amb legislació.
El seu cabal no és abundant amb relació a la grandària de la seva conca, ja que discorre per zones àrides i desèrtiques on es dona un important aprofitament hídric, amb multitud de preses en el seu curs, sobretot a Turquia, i la irrigació a Mesopotàmia, que té més de 5.000 anys d'història. Aquesta escassetat d'aigua a l'Orient Mitjà deixa l'Iraq amb el temor permanent que Síria i Turquia utilitzen la major part de l'aigua abans que els arribi a ells. El cabal mitjà n'és de 830 m³/s quan entra a Síria, però oscil·la entre els 300 m³/s del període d'estiatge i els 5.200 m³/s en els seus màxims fluvials, que causen inundacions.

## Etimologia
El noms actuals del riu Eufrates poden haver derivat per etimologia popular dels seus noms sumeri i accadi, Buranuna i Pu-rat-tu respectivament. El primer d'aquests noms apareix en una inscripció del segle xxii aC associat amb el rei Gudea.
Etimològicament, el nom Eufrates prové de la forma grega Euphrátēs (grec antic: Εὐφράτης), que al seu torn és un préstec del persa antic Ufrātu, que prové de l'elamita ú-ip-ra-tu-iš. En accadi, el riu era anomenat Pu-rat-tu i aquesta arrel ha prevalgut en les llengües semítiques (en siríac P(ə)rāṯ i en àrab al-Furrāt) i en altres llenguatges de la zona (en hurrita Puranti i en subartu Uruttu). En elamita, accadi, i possiblement en sumeri, la forma prové d'un substrat lingüístic no identificat.
Les primeres referències a l'Eufrates provenen de texts en escriptura cuneïforme trobats a Xuruppak i al Nippur presargònic, al sud de l'actual Iraq, i estan datats de mitjan tercer mil·lenni aC. En aquests texts, escrits en sumeri, l'Eufrates és anomenat Buranuna (logograma: UD.KIB.NUN). Aquest nom també es pot escriure com KIB.NUN.(NA) o bé dKIB.NUN, amb el prefix "d" indicant que el riu era una divinitat. En sumeri, el nom de la ciutat Sippar en l'actual Iraq també s'escriu com UD.KIB.NUN, cosa que indica que hi havia una forta relació entre la ciutat i el riu.

## Història
L'Eufrates va proveir l'aigua que va donar lloc a la primera florida de la civilització a Sumèria, que data del voltant del quart mil·lenni aC. Moltes antigues ciutats importants es trobaven en, o prop de la riba del riu, inclosa Mari, Sippar, Nippur, Shuruppak, Uruk, Ur i Èridu.
La vall del riu va ser el cor d'imperis posteriors, com el de Babilònia i d'Assíria. Durant diversos segles, el riu va ser el límit oriental del control efectiu que van tenir tant els egipcis com els romans i que els separava de les regions occidentals de l'Imperi persa.
També la batalla de Karbala es va produir l'any 680 a la vora del riu Eufrates, on l'imam al-Hussayn va ser assassinat juntament amb la seva família i amics.

## Geografia
El riu Eufrates sorgeix de la confluència dels rius Murad Su (450 km) i Kara Su (650 km). El Murat Su emergeix a uns 70 km al nord-est del llac Van, a mig camí entre aquest llac i el mont Ararat, mentre que el Kara Su neix a uns 30 km al nord-est d'Erzurum, a les muntanyes Kargapazari. Els cursos del Kara Su i el Murat Nehri corren bastant paral·lels en direcció oest fins que s'uneixen prop de la ciutat de Keban. Aquest punt de confluència dona lloc formalment al naixement del riu Eufrates.
La longitud de l'Eufrates des de la confluència d'ambdós rius fins a la desembocadura al riu Xatt al-Arab s'estima en 2.289 km. El riu flueix a través de tres països, Turquia, Síria i Iraq. La longitud de l'Eufrates turc és d'aproximadament 526 km, mentre que les parts siriana i iraquiana del riu s'estimen en 604 i 1.159 km, respectivament.

## Curs

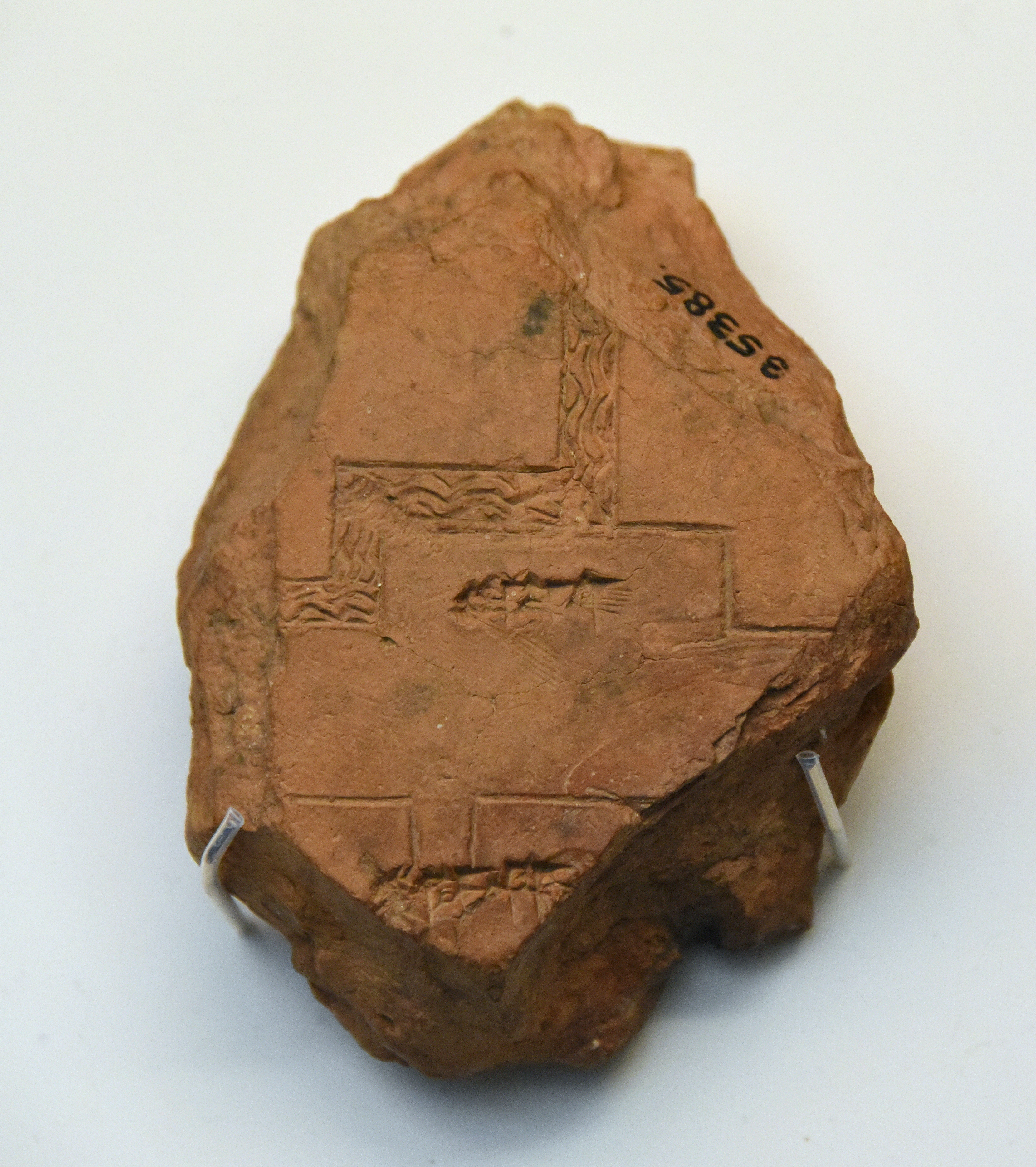
Plànol, representació topogràfica de Babilònia. La tauleta d'argila representa "Tu-ba", un suburbi de l'antiga ciutat de Babilònia. El riu Eufrates està representat per la banda d'aigua. 660-500 aC. al Museu Britànic

L'Eufrates és el riu més llarg de l'Àsia occidental. Emergeix de la confluència del Kara Su o Eufrates occidental (450 km) i el Murat Suyu o Eufrates oriental (650 km) 10 km aigües amunt de la ciutat de Keban, al sud-est de Turquia. Daoudy i Frenken van situar la longitud de l'Eufrates des del naixement del riu Murat fins a la confluència amb el Tigris a 3000 km, dels quals 1230 km es troben a Turquia, 710 km a Síria i 1060 km a l'Iraq. Les mateixes xifres les donen Isaev i Mikhailova. La longitud del Xatt al-Arab, que connecta l'Eufrates i el Tigris amb el golf Pèrsic, es dona per diverses fonts com a 145–195 km.
Tant el Kara Suyu com el Murat Suyu s'alcen al nord-oest del llac Van a una altitud de 3290 m i 3520 m, respectivament. A la ubicació de la presa de Keban, els dos rius, ara units a l'Eufrates, han baixat a una altitud de 693 m. Des de Keban fins a la frontera sírio-turca, el riu baixa 368 m en una distància inferior a 600 km. Un cop l'Eufrates entra a les planes de l'Alta Mesopotàmia, el seu grau baixa significativament; dins de Síria el riu cau 163 m, mentre que durant l'últim tram entre Hit i el Xatt al-Arab el riu cau només 55 m.

### Descàrrega
L'Eufrates rep la major part de la seva aigua en forma de pluja i neu fosa, donant lloc a volums màxims durant els mesos d'abril a maig. L'abocament en aquests dos mesos representa el 36 per cent de l'abocament total anual de l'Eufrates, o fins i tot el 60-70 per cent segons una font, mentre que l'escorrentia baixa es produeix a l'estiu i la tardor. El cabal natural mitjà anual de l'Eufrates s'ha determinat a partir de registres de principis i mitjans del segle XX en 20,9 km³ a Keban, 36,6 km³ a Hit i 21,5 km³ a Hindiya. Tanmateix, aquestes mitjanes emmascaren l'elevada variabilitat interanual de l'abocament; a Birecik, just al nord de la frontera siro-turca, s'han mesurat descàrregues anuals que oscil·laven entre un volum baix de 15,3 km³ el 1961 fins a un màxim de 42,7 km³ el 1963.
El règim de descàrrega de l'Eufrates ha canviat dràsticament des de la construcció de les primeres preses a la dècada de 1970. Les dades sobre el cabal de l'Eufrates recollides després de 1990 mostren l'impacte de la construcció de les nombroses preses a l'Eufrates i de l'augment de la captació d'aigua per al reg. La descàrrega mitjana a Hīt després de 1990 ha baixat a 356 m³ per segon (11,2 km³ per any). La variabilitat estacional ha canviat igualment. El volum màxim abans de 1990 registrat a Hīt va ser 7510 m³ per segon, mentre que després de 1990 només és 2514 m³ per segon. El volum mínim a Hīt es va mantenir relativament sense canvis, passant dels 55 m³ per segon abans de 1990 a 58 m³ per segon després.

### Afluents

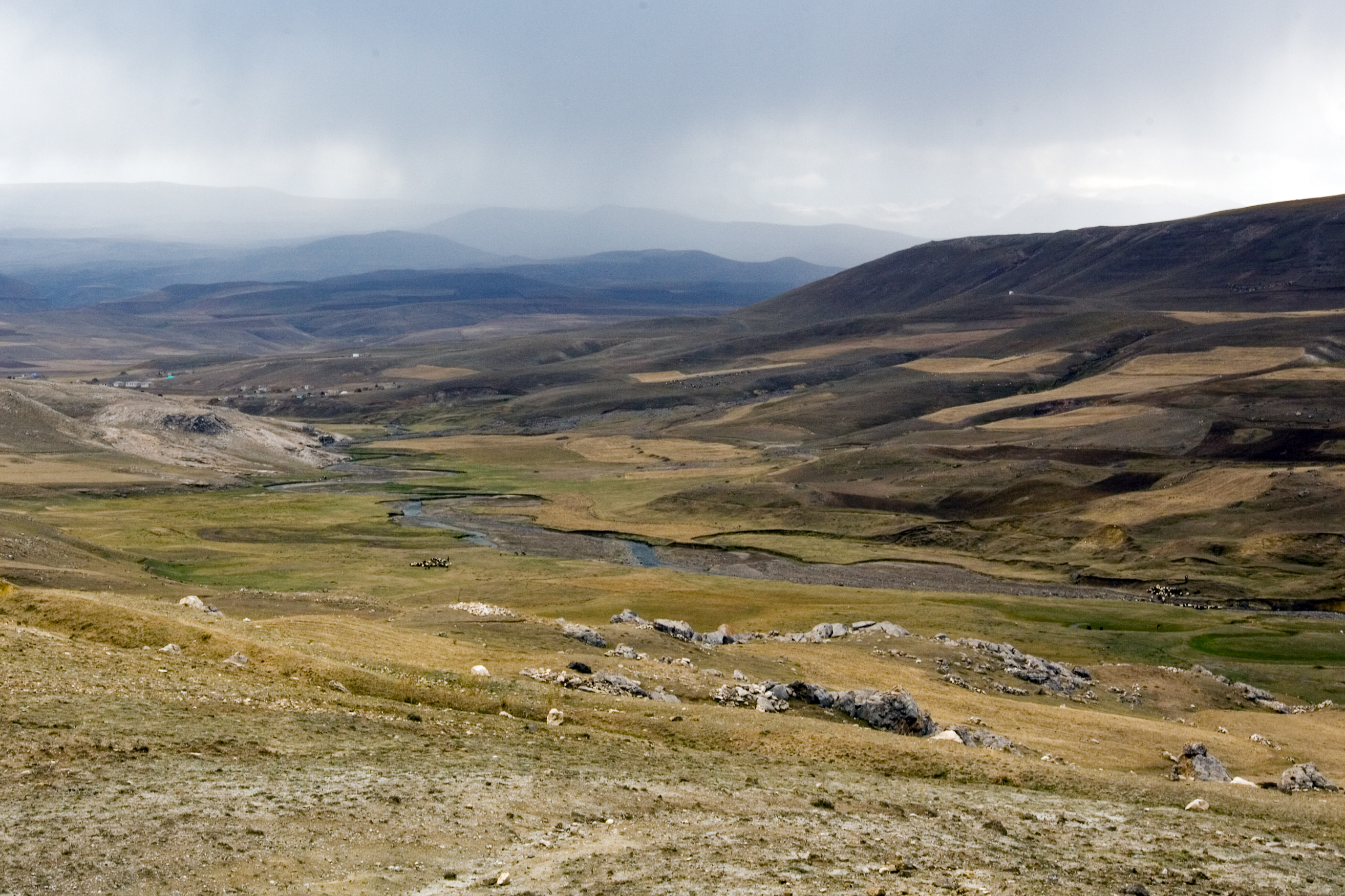
Vista del riu Murat

A Síria, tres rius afegeixen la seva aigua a l'Eufrates; el Sajur, el Balikh i el Khabur. Aquests rius neixen als contraforts de les Muntanyes del Taure al llarg de la frontera siro-turca i afegeixen relativament poca aigua a l'Eufrates. El Sajur és el més petit d'aquests afluents; sorgeix de dos rierols prop de Gaziantep i drena la plana al voltant de Manbij abans de desembocar a l'embassament de la presa de Tishrin. El Balikh rep la major part de la seva aigua d'una font càrstica prop d''Ayn al-'Arus i flueix cap al sud fins que arriba a l'Eufrates a la ciutat de Ar-Raqqà. Pel que fa a la longitud, la conca de drenatge i el cabal, el Khabur és el més gran d'aquests tres. Les seves principals fonts càrstiques es troben al voltant de Ra's al-'Ayn, des d'on el Khabur flueix al sud-est passant per Al-Hasakah, on el riu gira cap al sud i desguassa a l'Eufrates prop de Busayrah. Un cop l'Eufrates entra a l'Iraq, ja no hi ha afluents naturals a l'Eufrates, tot i que existeixen canals que connecten la conca de l'Eufrates amb la conca del Tigris.
| Nom        | Llargada | Mida de la conca hidrogràfica | Alta      | Banc        |
| ---------- | -------- | ----------------------------- | --------- | ----------- |
| Kara Su    | 450 km   | 22000 km²                     |           | Confluència |
| Riu Murat  | 650 km   | 40000 km²                     |           | Confluència |
| Riu Sajur  | 108 km   | 2042 km²                      | 4,1 m³ /s | Dret        |
| Riu Balikh | 100 km   | 14400 km²                     | 6 m³ /s   | Esquerra    |
| Riu Khabur | 486 km   | 37081 km²                     | 45 m³ /s  | Esquerra    |

## Conca hidrogràfica

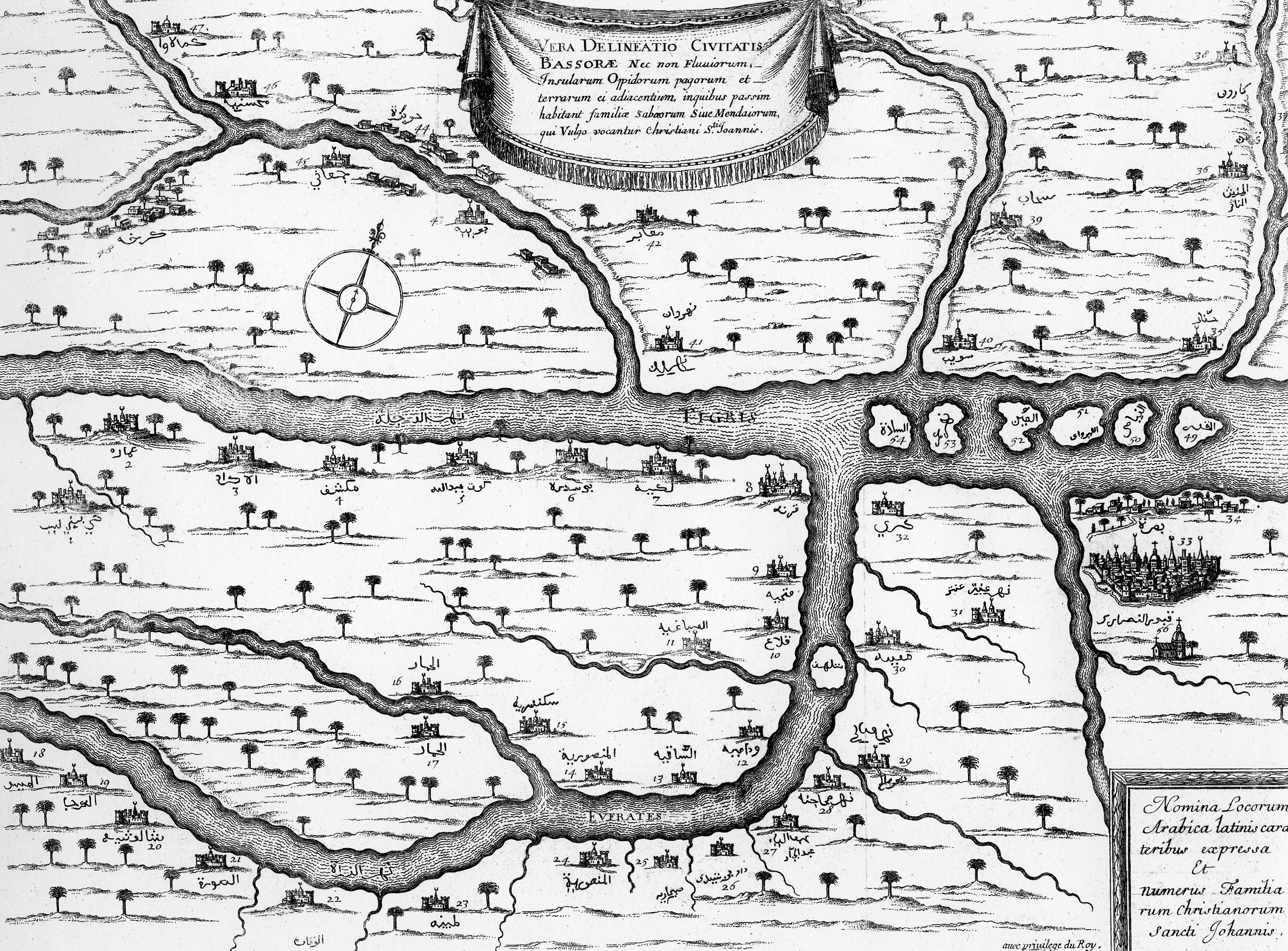
Mapa francès del segle XVII que mostra l'Eufrates i el Tigris

Les conques hidrogràfiques del Kara Su i el riu Murat cobreixen una superfície de 22.000 km² i 40.000 km² respectivament. Les estimacions de l'àrea de la conca de drenatge de l'Eufrates varien molt; des d'uns 233.000 km² fins a 766.000 km². Estimacions recents situen l'àrea de la conca en 388.000 km², 444.000 km² i 579.314 km². La major part de la conca de l'Eufrates es troba a Turquia, Síria i l'Iraq. Segons Daoudy i Frenken, la quota de Turquia és del 28 per cent, la de Síria és del 17 per cent i la de l'Iraq és del 40 per cent. Isaev i Mikhailova estimen els percentatges de la conca de drenatge que es troben a Turquia, Síria i l'Iraq en un 33, 20 i 47 per cent, respectivament. Algunes fonts estimen que aproximadament el 15 per cent de la conca de drenatge es troba dins de l'Aràbia Saudita, mentre que una petita part cau dins de les fronteres de Kuwait. Finalment, algunes fonts també inclouen Jordània a la conca de drenatge de l'Eufrates; una petita part del desert oriental (220 km²) desguassa cap a l'est més que cap a l'oest.

## Flora i fauna

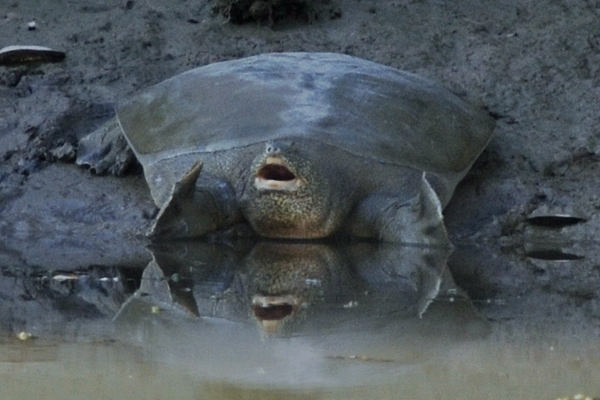
Rafetus euphraticus.

El curs de l'Eufrates transcorre entre diverses àrees de diferent vegetació. A pesar que l'ocupació humana al llarg dels mil·lennis de la conca de l'Eufrates ha degradat significativament l'ecosistema del riu, encara s'hi poden trobar illes de vegetació original. La davallada constant de les precipitacions anuals de les fonts de l'Eufrates cap al golf Pèrsic és un factor determinant per a la vegetació de la conca que pot ser sostinguda. En el seu curs superior, l'Eufrates flueix a través de les muntanyes del sud-est de Turquia i, als seus contraforts meridionals, s'hi poden trobar boscos xeròfils. Les espècies de plantes en les parts més humides d'aquesta àrea inclouen diversos roures, arbres de festuc, i Rosaceae (família de les roses/pruna). En les parts més seques de la zona de bosc xeròfil, s'hi troben rouredes menys denses i rosàcies. En aquesta part, també s'hi troben les variants silvestres de molts cereals, inclosos l'espelta petita, espelta, civada i sègol. Al sud d'aquesta zona, s'hi troba una zona de vegetació mixta que conté arbrat i estepa. Entre Raqqa i la frontera sirianoiraquiana, l'Eufrates flueix a través d'una estepa. Aquesta estepa es caracteritza per tenir les varietats vegetals donzell blanc (Artemisia herba-alba) i Chenopodiaceae. Al llarg de la història, aquesta zona ha estat fortament pasturada per ovelles i cabres, a causa del pastoralisme dels seus habitants. Al sud-est de la frontera entre Síria i l'Iraq comença el desert. Aquesta zona no té vegetació, excepte les petites illes de Chenopodiaceae o Poa sinaica. Tot i que actualment no n'hi ha cap constància de presència humana a la zona, investigacions suggereixen que la vall de l'Eufrates hauria tingut boscos riberencs. Espècies característiques d'aquest tipus de bosc són els plàtans orientals, el pollancres, el tamarius, els freixes i diverses plantes dels aiguamolls.
Entre les espècies de peixos a la conca del Tigris i l'Eufrates, la família dels ciprínids són els més comuns, amb 34 espècies de les 52 que n'hi ha en total. El Rafetus euphraticus, una tortuga de closca tova endèmica del sistema dels rius Tigris i Eufrates, està en perill d'extinció.
En relleus de palaus neoassiris del primer mil·lenni aC, s'hi poden trobar representats lleons i caceres de braus en paisatges fèrtils
Entre els segles xvi i XIX, viatgers europeus que visitaven la conca siriana de l'Eufrates informaren sobre la gran quantitat d'animals que vivien a la zona, molts dels quals s'han convertit en rars i fins i tot s'han extingit. Espècies com la gasela, l'onagre i l'ara extint estruç àrab haurien viscut a l'estepa que voreja la vall de l'Eufrates, la vall és l'origen del senglar. Les espècies carnívores inclouen el llop gris, el xacal daurat, la guineu vermella, el lleopard i el lleó. L'ós bru sirià es pot trobar a les muntanyes del sud-est de Turquia. La presència del castor europeu s'ha certificat en el conjunt ossi del jaciment prehistòric d'Abu Hureyra a Síria, però mai no ha estat vist en temps històrics.